# Worms 2: Armageddon
Worms 2: Armageddon ist ein 2009 erschienenes Artillery-Spiel von Team17. Das Spiel erschien zunächst für Xbox 360, später auch für PlayStation 3 und Smartphones. Eine PC-Version erschien 2010 als Worms Reloaded. Es ist der Nachfolger von Worms.

## Spielprinzip
Worms 2: Armageddon ist ein rundenbasiertes Artilleriespiel. Jeder Spieler steuert ein Team aus mehreren Würmern. Im Laufe des Spiels wählen die Spieler abwechselnd einen ihrer Würmer aus. Außerdem bietet das Spiel ein abwechslungsreiches Waffenarsenal. Die Einzelspieler-Kampagne bietet 30 Missionen. Fünf zusätzliche können gekauft werden. Außerdem gibt es auch einen Trainings-Modus. Das Spiel kann man sowohl alleine als auch Online gespielt werden.
Die PlayStation-3-Version hat exklusive Hüte, das sind der Helm aus MotorStorm, eine Helghast-Maske aus Killzone, ein Sackboy-Hut, ein Lemming-Hut und eine Buzz-Perücke. Die iOS-Version hat Hüte aus Angry Birds.

## Rezeption
Das Spiel bekam gute Kritiken. Metacritic aggregierte eine Gesamtwertung von 84 aus 100. IGN bewertete es mit 8,5/10 und sagte: „Dies ist eines der unterhaltsamsten Multiplayer-Spiele überhaupt und jetzt bietet auch die Einzelspieler-Kampagne ein zufriedenstellendes Erlebnis.“
GameSpot gab dem Spiel 8 von 10 Punkten und kritisierte seine kurze Kampagne, lobte aber seine hohe Zahl der Anpassung der Charaktere.